# Экспансия
Экспа́нсия (от лат. expansio «распространение, расширение») — территориальное, географическое или иное расширение зоны обитания или зоны влияния отдельного государства (например Экспансия Великого княжества Литовского) или организации (например «Расширение НАТО»), народа, культуры или биологического вида.

## Биологическая экспансия
В русском языке понятие экспансии тесно связано с понятием живого. В отношении неживых объектов понятие экспансии, как правило, не применяется. В отличие от этого в других европейских языках слово expansion может применяться также к неживым объектам (например, в английском, немецком и французском языках этим термином обозначается расширение Вселенной). В последнее время[когда?] в русский язык начали проникать кальки, в основном с английских терминов, в которых понятие экспансия применяется также к неживым объектам (например, фискальная экспансия).
В русском языке понятие «экспансия» тесно связано с представлением о росте, свойственном для живых объектов, и с потребностями в пространстве и в ресурсах для такого роста (расширения, распространения).
В биологии понятие экспансии тождественно расширению ареала (среды обитания) биологического вида. Вместе с тем в биологии понятие экспансии не является строго научным и применяется мало.
Понятию биологической экспансии в демографии соответствует термин демическое распространение (демическая диффузия), означающий миграцию расселения людей на территорию, необитаемую для них, но обжитую другими народами, путём проникновения на эту территорию отдельных групп людей (диффузные группы) и через них — вытеснение существующего населения вплоть до его замены или смешивание с ним.
Понятие человеческой экспансии обычно подразумевает не только биологическую, но и социокультурную экспансию. Так например, ранние миграции человека представляют собой видовую биологическую экспансию с обширным комплексом социальных и культурных процессов.

## Культурная экспансия
В отличие от биологической экспансии, которая предполагает расширение среды обитания определённых биологических видов (как правило, с вытеснением из этой среды автохтонных видов), культурная экспансия — это расширение области применения культурных объектов — символов, смыслов и средств их выражения. При этом один биологический вид не вытесняет другой.
Примером культурной экспансии в противопоставлении экспансии биологической можно назвать заимствование неандертальцами элементов искусства у людей современного типа, и наоборот, заимствование кроманьонцами некоторых обычаев у неандертальцев.
Самыми распространенными примерами культурной экспансии XX—XXI веков являются распространение советского и американского образов жизни. При этом современная культурная экспансия основана как на механизмах биологической (демографической) экспансии, свойственных для человеческого рода (особенностях «репродуктивной физиологии человека, благодаря которым он способен
размножаться постоянно, независимо от времени года, поддерживать необходимую популяционную плотность своих коллективов и их демографическое возрастание»), так и на политических и социально-экономических механизмах.
Характерным отличием культурной и политико-экономической экспансии от биологической является то, что они могут и зачастую проводятся целенаправленно, сознательно. В этом случае можно вести речь не о стихийной экспансии, а о политике экспансионизма. Культурная и политико-экономическая экспансии могут являться результатами военного вмешательства, известным примером является советизация стран, находившихся под контролем Красной армии.

## Политико-экономическая (этническая) экспансия
Политико-экономическая экспансия означает расширение зоны обитания, зоны влияния отдельного государства или народа (этноса). Вопрос о политико-экономической (или этнической) экспансии является одним из наиболее интересных в человеческой истории, все известные случаи экспансии привлекают наибольшее внимание как профессиональных историков, так и общественности.
Экспансия может рассматриваться как информационный процесс, в основе которого лежит образование в языке качеств международного (наднационального)языка и появление обобщенных моделей культуры, являющихся результатом межкультурных контактов. Геополитически, экспансия развивается по направлению к культурным источникам, обнаруживая агрессию по отношению к странам и народам, послуживших источником заимствования.
Экспансия развивается в пределах культурного ареала и расширяет данный ареал, образуя новые комбинации контактов. Эти закономерности прослеживаются, в частности, в истории примеров экспансии, перечисленных ниже (см. Irina Zarifian «Historical and modern political unity from the perspective of cultural transmission»).
Некоторыми из наиболее известных примеров политико-экономической экспансии являются:
- финикийская и греческая колонизации Средиземноморья;
- персидские завоевания и империя Кира Великого;
- завоевания Александра Македонского и последовавший период эллинизма;
- древнеримские завоевания;
- арабские завоевания
- завоевания и империя Карла Великого;
- экспансия норманнов (викингов)[8];
- завоевания и империя Чингисхана;
- территориально-политическая экспансия России;
- великие географические открытия и колониальные захваты европейских государств;
- империя Наполеона I;
- территориально-политическая экспансия Третьего рейха;
- экспансия и военные оккупации стран Советским Союзом[9][10][11];
- расширение Европейского союза[12].
- экспансия и военные оккупации стран Соединёнными Штатами Америки (США) (см. Континентальная экспансия США, Внешняя политика США)

Во всех названных и других случаях активной экспансии интересным является вопрос о её источниках и движущих силах. Далеко не всегда экспансия была связана с нехваткой территории для проживания, с избытком населения, с очевидным экономическим превосходством над окружающими народами.
В наибольшей степени это проявляется на примере завоеваний монголов Чингисхана и завоеваний других степных этносов. В данном случае нехватка рациональных объяснений их экспансионизму привела Л. Гумилёва к выдвижению теории пассионарности, согласно которой именно биологические причины (избыток биохимической энергии живого вещества), если они проявляются одновременно у большого числа представителей того или иного народа, лежат в основе его экспансионизма.
Другим важнейшим примером экспансионизма, для которого до сих пор нет чёткого ответа по поводу его причин и источников, является германский экспансионизм первой половины XX века. Разумеется, к нему нельзя сводить причины Второй мировой войны или тем более причины Первой мировой войны. Но и традиционные объяснения, принятые в советской историографии, по поводу империализма, то есть чисто экономических условий, как основной движущей силы этих двух войн, нельзя считать достаточными.
Точно так же остаётся открытым вопрос о причинах и источниках британской, американской или русской экспансии.